# آیرین میرکل
آیرین میرکل (انگلیسی: Irene Miracle؛ زادهٔ ۲۰ اوت ۱۹۵۴) بازیگر و تهیه‌کننده فیلم اهل ایالات متحده آمریکا است.

## گزیده فیلم‌شناسی
- دربان برهنه (۱۹۷۶)
- قطار سریع‌السیر نیمه‌شب (۱۹۷۸)
- دوزخ (فیلم ۱۹۸۰) (۱۹۸۰)